# Melese frater
Melese frater là một loài bướm đêm thuộc phân họ Arctiinae, họ Erebidae.